# 12-я бригада морской пехоты Северного флота
12-я Печенгская Краснознамённая бригада морской пехоты Северного флота, она же с момента формирования до 31.07.1942 12-я особая бригада морской пехоты Северного флота, она же с 31.07.1942 по 30.03.1943 12-я отдельная морская стрелковая бригада — воинское соединение СССР в Великой Отечественной войне.

## История
Сформирована в августе-сентябре 1941 года по приказу наркома ВМФ Н. Г. Кузнецова от 12.08.1941 года в Архангельске (военный городок Соломбала) на базе личного состава Северного флота и жителей области.
В составе действующей армии как 12-я особая бригада морской пехоты Северного флота с 15.09.1941 по 31.07.1942, как 12-я отдельная морская стрелковая бригада с 31.07.1942 по 30.03.1943, как 12-я бригада морской пехоты Северного флота с 30.03.1943 по 09.05.1945 года.
В сентябре 1941 года переброшена силами Беломорской военной флотилии на пяти транспортах в шесть рейсов в охранении трёх тральщиков и двух сторожевых кораблей в Кандалакшу, дислоцировалась: управление, 4 и 5-й батальоны — в Полярном, 1, 2 и 3-й батальоны — в Сайда-Губе, 6-й батальон — в Ваенге. Полностью прибыла к 28.09.1941 года.
11.12.1941 года бригада без одного батальона передана в оперативное подчинение 14-й армии и вела тяжёлые наступательные бои на рубеже реки Западная Лица.
С 20 по 30.12.1941 бригада овладела районом Пороги, в 9,5 км на юг от селения Большая Западная Лица, безымянной высотой в 4,7 км на юг от высоты 274,0 и высотой с отметкой 134,2. За этот период бригадой было уничтожено до 800 солдат и офицеров противника. Также с 24.12.1941 года бригада вела борьбу за овладение высотой 258.3, которая приобрела особенно упорный характер: 26 декабря высота была взята штурмом, к полудню 26 декабря отбита противником, в ночь на 27 декабря возобновился бой за высоту и к 10 часам утра она была взята, но к исходу дня немцы шквальным артиллерийско-миномётным огнём вынудили морских пехотинцев с потерями оставить высоту, в ночь на 28 декабря вновь вёлся непрерывный бой, окончившийся овладением высотой — и вновь утром 28 декабря немцы добились её очищения, на рассвете 29 декабря высота вновь была взяла штурмом — в середине дня вновь оставлена, попытка штурма 30 декабря не удалась —— немцы отбили атаку с потерями. Утром 02.01.1942 года комбинированным ударом с двух сторон бригада полностью овладела высотой, нанеся большие потери оборонявшим её немецким частям. Однако противник открыл настолько сильный огонь по утраченной им высоте, что в середине дня части бригады были вынуждены её оставить, а оставленное на высоте боевой охранение было уничтожено противником. После этого боя ввиду больших потерь, сильного утомления бригады и отсутствия средств усиления по приказу командования бригады перешла к обороне в районе высоты 258.3, не овладев ею.
29.01.1942 части бригады передали позиции в районе реки Западной Лицы армейским частям и начали передислокацию в район Полярного.
В апреле 1942 года бригада, с целью поддержки общего наступления войск 14-й армии, осуществила десантную операцию в губе Большая Западная Лица (на южном берегу Мотовского залива) в районе мыса Пикшуев, являясь основной боевой единицей, задействованной в операции. Десант поддерживали эскадренный миноносец «Громкий», сторожевые корабли «Рубин» и «Смерч» и 9 сторожевых катеров, а также около 200 самолётов флота и Карельского фронта, под прикрытием нескольких подводных лодок, развернутых на позициях севернее полуострова Рыбачий. В ночь на 27.04.1942 бригада на судах вышла в море из Мурманска, Ваенги, Полярного, Сайда-губы и Тюва-Губы, и в 01-53 десант был высажен в трёх точках. Всего было высажено 6235 человек, имея кроме личного оружия около 100 пулемётов, 76 миномётов и 7 орудий. К 01.05.1942 бригада заняла плацдарм в 15 километров по фронту и до 14 километров в глубину. К 05.05.1942 бригада была вынуждена перейти к обороне, 13.05.1942 эвакуирована с плацдарма на восточный берег губы Большая Западная Лица.
Условия, в которых проходил десант, были крайне тяжёлыми. Из воспоминаний Я. И. Пузанова, ветерана бригады:

«В апреле-мае 1942 года мы всей бригадой высадились десантом в тыл противника на мыс Пикшуев…мы морем на эсминце подошли к мысу Пикшуев и группами на катерах-охотниках переправились на берег. Первые сутки погода была морозная. Снега было в пол-колена, и мы брели в ботинках с полным боевым оснащением (25 — 30 кг), неся на себе материальную часть миномёта и боезапас. На вторые сутки пошёл сырой снег и дождь. Все промокли. И так шли трое суток через сопки и лощины. Противник нас не замечал. Мы не дошли около километра до расположения противника, когда были обнаружены. Он обрушил на нас всю его мощную артиллерию, авиацию и т. д. Нам пришлось лежать в снегу. Драться 18 суток. До нитки все мокрые. Пища — только сухой паёк. Были и голодны, и холодны. Но дрались до последних сил, кто как мог вынести. Отходить было некуда. Позади — море. После 7 суток боёв нас в бригаде стало мало, тогда с моря нам каждый день начали давать подкрепления, и мы дрались с превосходящей силой противника. Не считались, не считались какой ценой, живой силы нам обходится, но задачу надо выполнить, и мы выполнили. События в „Долине Смерти“ потрясли нас. Буран…Ураганный ветер…Замерзающие в снегу солдаты. Спастись можно было только группами, тесно прижавшись друг к другу в снежных ямах. Одиночки пропадали бесследно. Приходилось постоянно в минуты затишья ползать по траншее и будить бойцов. Туда ползёшь, разбудишь, возвращаешься, а он уже замёрз. Единственное средство для обогрева — фляжка со спиртом на боку».
12-22.06.1942 года бригада переправлена на полуостров Рыбачий. После этого до октября 1944 года бригада дислоцировалась там же, периодически находясь на передовой на полуострове Средний, проводила десантные диверсионные и разведывательные операции, в том числе десант на мыс Пикшуев.
Во время Петсамо-Киркенесской операции бригада с приданной 614-й отдельной штрафной ротой и 1-м заградительным отрядом Северного оборонительного района начала наступление с перешейка на полуострове Средний ранним утром в 3-30 09.10.1944 года. К 12-00 части бригады преодолели горный хребет Муста-Тунтури и соединились с частями 63-й бригады морской пехоты, высадившимися в тыл врага. К исходу второго дня части бригад перерезали дорогу Титовка — Пороваара, а в дальнейшем обе бригады соединились с частями оперативной группы генерал-лейтенанта Б. А. Пигаревича и продолжили наступление на запад. Бригада вышла к мысу Крестовый, переброшена в порт Лиинахамари, откуда участвовала в наступлении на Петсамо.
Затем бригада использовалась по своему прямому назначению: высаживалась на западных берегах Коббхольм-фьорда (23.10.1944) и Яр-Фьорда, подготавливая плацдармы для наступающих советских частей, занимая береговые батареи, разрушая укрепления и огневые точки. Так, в ходе наступления на Тарнет отряд из частей бригады высаживался десантом в заливах Арес-вуоно и Суоло-вуоно (18.10.1944).
С 15 по 25.10.1944 передана развёрнутой в порту Лиинахамари Печенгской военно-морской базе, где находилась до конца войны, обеспечивая оборону базы.
09.04.1947 года свёрнута в 61-й отдельный Печенгский Краснознамённый батальон морской пехоты.
1952 батальон развернут в 102-ю отдельную Печенгскую Краснознамённую бригаду морской пехоты.
1953 бригада свёрнута в 102-й отдельный Печенгский Краснознамённый батальон морской пехоты.
1955 Расформирован.

## Полное название
- 12-я Печенгская Краснознамённая бригада морской пехоты Северного флота

## Подчинение
| Дата            | Фронт (округ)    | Армия                          | Корпус (группа) | Примечания                                         |
| --------------- | ---------------- | ------------------------------ | --------------- | -------------------------------------------------- |
| 01.10.1941 года | Северный флот    | -                              | -               | -                                                  |
| 01.11.1941 года | Северный флот    | -                              | -               | -                                                  |
| 01.12.1941 года | Северный флот    | -                              | -               | -                                                  |
| 01.01.1942 года | Карельский фронт | 14-я армия                     | -               | (без одного батальона)                             |
| 01.02.1942 года | Северный флот    | -                              | -               | -                                                  |
| 01.03.1942 года | Северный флот    | -                              | -               | -                                                  |
| 01.04.1942 года | Северный флот    | -                              | -               | -                                                  |
| 01.05.1942 года | Северный флот    | -                              | -               | -                                                  |
| 01.06.1942 года | Северный флот    | -                              | -               | -                                                  |
| 01.07.1942 года | Северный флот    | -                              | -               | в оперативном подчинении 23-го укреплённого района |
| 01.08.1942 года | Северный флот    | Северный оборонительный район  | -               | -                                                  |
| 01.09.1942 года | Северный флот    | Северный оборонительный район  | -               | -                                                  |
| 01.10.1942 года | Северный флот    | Северный оборонительный район  | -               | -                                                  |
| 01.11.1942 года | Северный флот    | Северный оборонительный район  | -               | -                                                  |
| 01.12.1942 года | Северный флот    | Северный оборонительный район  | -               | -                                                  |
| 01.01.1943 года | Северный флот    | Северный оборонительный район  | -               | -                                                  |
| 01.02.1943 года | Северный флот    | Северный оборонительный район  | -               | -                                                  |
| 01.03.1943 года | Северный флот    | Северный оборонительный район  | -               | -                                                  |
| 01.04.1943 года | Северный флот    | Северный оборонительный район  | -               | -                                                  |
| 01.05.1943 года | Северный флот    | Северный оборонительный район  | -               | -                                                  |
| 01.06.1943 года | Северный флот    | Северный оборонительный район  | -               | -                                                  |
| 01.07.1943 года | Северный флот    | Северный оборонительный район  | -               | -                                                  |
| 01.08.1943 года | Северный флот    | Северный оборонительный район  | -               | -                                                  |
| 01.09.1943 года | Северный флот    | Северный оборонительный район  | -               | -                                                  |
| 01.10.1943 года | Северный флот    | Северный оборонительный район  | -               | -                                                  |
| 01.11.1943 года | Северный флот    | Северный оборонительный район  | -               | -                                                  |
| 01.12.1943 года | Северный флот    | Северный оборонительный район  | -               | -                                                  |
| 01.01.1944 года | Северный флот    | Северный оборонительный район  | -               | -                                                  |
| 01.02.1944 года | Северный флот    | Северный оборонительный район  | -               | -                                                  |
| 01.03.1944 года | Северный флот    | Северный оборонительный район  | -               | -                                                  |
| 01.04.1944 года | Северный флот    | Северный оборонительный район  | -               | -                                                  |
| 01.05.1944 года | Северный флот    | Северный оборонительный район  | -               | -                                                  |
| 01.06.1944 года | Северный флот    | Северный оборонительный район  | -               | -                                                  |
| 01.07.1944 года | Северный флот    | Северный оборонительный район  | -               | -                                                  |
| 01.08.1944 года | Северный флот    | Северный оборонительный район  | -               | -                                                  |
| 01.09.1944 года | Северный флот    | Северный оборонительный район  | -               | -                                                  |
| 01.10.1944 года | Северный флот    | Северный оборонительный район  | -               | -                                                  |
| 01.11.1944 года | Северный флот    | Печенгская военно-морская база | -               | -                                                  |
| 01.12.1944 года | Северный флот    | Печенгская военно-морская база | -               | -                                                  |
| 01.01.1945 года | Северный флот    | Печенгская военно-морская база | -               | -                                                  |
| 01.02.1945 года | Северный флот    | Печенгская военно-морская база | -               | -                                                  |
| 01.03.1945 года | Северный флот    | Печенгская военно-морская база | -               | -                                                  |
| 01.04.1945 года | Северный флот    | Печенгская военно-морская база | -               | -                                                  |
| 01.05.1945 года | Северный флот    | Печенгская военно-морская база | -               | -                                                  |

## Состав
Состав в течение войны изменялся, в том числе, в связи с переформированиями.

## Командиры
- Колтыпин, Павел Павлович (31 августа — 7 октября 1941 года), комбриг;
- Рассохин, Василий Васильевич (7 октября 1941 — 24 декабря 1944 года), полковник, генерал-майор;
- Крылов, Алексей Максимович (24 декабря 1944 — 9 мая 1945 года), полковник;

## Награды и наименования
| Награда (наименование)             | Дата                                                                | За что получена |
| ---------------------------------- | ------------------------------------------------------------------- | --- |
| Орден Красного Знамени             | Указ Президиума Верховного Совета СССР от 27.02.1943 года           | за умелые боевые действия, стойкость и отвагу личного состава, проявленные в десантной операции у мыса Пикшуева в 1942 году, и последующие действия в составе Северного ОР |
| Почётное наименование «Печенгская» | Приказ Верховного Главнокомандующего СССР № 0354 от 31.10.1944 года | за образцовое выполнение боевых заданий командования при освобождении Петсамо (Печенга) и проявленные при этом доблесть и мужество.                                        |

## Отличившиеся воины бригады
| Награда                              | Ф. И. О.                        | Должность                                                     | Звание            | Дата награждения | Примечания                              |
| ------------------------------------ | ------------------------------- | ------------------------------------------------------------- | ----------------- | ---------------- | --------------------------------------- |
| орден «Отечественная война 1 ст.»    | Бобрецов, Пётр Иванович         | помощник командира взвода 614 отдельной штрафной роты         | старший сержант   |                  | 10.10.1944 г. погиб                     |
|                                      | Бродюк, Владимир Владимирович   | командир взвода разведки                                      | младший лейтенант | 05.11.1944       |                                         |
| Орден Отечественной войны I степени  | Клепач Алексей Иванович         | автоматчик                                                    | краснофлотец      |                  | 10.10.1944 закрыл своим телом амбразуру |
| орден «Отечественная война 2 ст»     | Данильченко, Александр Иванович | помощник командира взвода 614‑й отдельной штрафной роты       | сержант           |                  | 10.10.1944 закрыл своим телом амбразуру |
| Орден Отечественной войны II степени | Мустейкис Леонид Иванович       | электрик-прожекторист 348-го отдельного пулемётного батальона | старшина          |                  | 10.10.1944 закрыл своим телом амбразуру |

## Память
- В честь бригады назван сквер 12 Печенгской Краснознамённой бригады морской пехоты в посёлке Маймакса в Архангельске.